# Rüdiger Selig
Pour les articles homonymes, voir Selig.
Rüdiger Selig, né le 19 février 1989 à Zwenkau, est un coureur cycliste allemand.

## Biographie
En 2011, Rüdiger Selig est membre de l'équipe amateur allemande Jenatec. Avec elle, il remporte une étape du Tour de Berlin, course de catégorie moins de 23 ans, se classe neuvième du championnat d'Allemagne sur route, devancé par huit coureurs professionnels et deuxième du Mazovia Tour, en se classant parmi les six premiers des quatre étapes. Avec l'équipe d'Allemagne des moins de 23 ans, il participe à des manches de la Coupe des nations de cette catégorie (Côte picarde, ZLM Tour, Tour de l'Avenir) et à des compétitions de l'UCI Europe Tour. Il se classe quatrième de la course ProRace Berlin. En septembre, il termine quatrième du championnats du monde sur route des moins de 23 ans. À partir du mois d'août, il est stagiaire au sein de l'équipe professionnelle Leopard-Trek. Il remporte avec cette équipe la course Binche-Tournai-Binche (Mémorial Frank Vandenbroucke), en battant au sprint l'Australien Baden Cooke et le Français Adrien Petit, récent vice-champion du monde des moins de 23 ans.
En 2012, il devient professionnel dans l'équipe russe Katusha. Celle-ci vient alors de se doter d'un personnel de direction allemand. Selig y bénéficie des conseils de l'ancien coureur Erik Zabel, devenu entraîneur.
Fin 2015, il signe un contrat avec l'équipe continentale professionnelle Bora-Argon 18.
Au mois de septembre 2017 il termine troisième de la quatre-vingt cinquième édition du Grand Prix de Fourmies.
Fin juillet 2019, il est présélectionné pour représenter son pays aux championnats d'Europe de cyclisme sur route. Il s'adjuge à cette occasion la dixième place de la course en ligne.
Lors d'un stage d'entraînement en janvier 2021 en Italie, Selig fait partie d'un groupe de 7 coureurs de l'équipe Bora-Hansgrohe qui est percuté par un automobiliste. Il est atteint d'une commotion cérébrale.

## Palmarès et classements mondiaux sur route

### Palmarès amateur
- 2010
  - 5e étape du Tour de Berlin
  - 3e étape du Tour de Guyane
  - 3e de la Dookoła Mazowsza
- 2011
  - 5e étape du Tour de Berlin
  - Tour de l'Oder :
    - Classement général
    - 1re étape

  - 2e de la Dookoła Mazowsza
  - 3e de Cottbus-Görlitz-Cottbus
  - 3e du championnat d'Allemagne sur route espoirs
  - 4e du championnat du monde sur route espoirs

### Palmarès professionnel
| - 2011 - Binche-Tournai-Binche - 2012 - 2e de la ProRace Berlin - 2013 - Volta Limburg Classic - 3e étape du Tour des Fjords (contre la montre par équipes) - 2015 - 1re étape du Tour d'Autriche (contre-la-montre par équipes) | - 2017 - 2e de la Clásica de Almería - 3e du Grand Prix de Fourmies - 2018 - 2e étape du Tour de Slovaquie - 2019 - 8e de Gand-Wevelgem - 10e du championnat d'Europe sur route |  |

### Résultats sur les grands tours

#### Tour de France
1 participation
- 2017 : 165e

#### Tour d'Italie
4 participations
- 2017 : abandon (15e étape)
- 2018 : non-partant (6e étape)
- 2019 : 127e
- 2022 : abandon (9e étape)

#### Tour d'Espagne
2 participations
- 2016 : 156e
- 2020 : 141e

### Classements mondiaux
| Année                                 | 2009  | 2010 | 2011 | 2012 | 2013 | 2014 | 2015 | 2016  | 2017 | 2018 | 2019 | 2020 | 2021  | 2022  | 2023 | 2024  |
| ------------------------------------- | ----- | ---- | ---- | ---- | ---- | ---- | ---- | ----- | ---- | ---- | ---- | ---- | ----- | ----- | ---- | ----- |
| UCI World Tour                        |       |      |      | nc   | nc   | nc   | nc   | nc    | 229e | 300e |      |      |       |       |      |       |
| Classement mondial                    |       |      |      |      |      |      |      | 993e  | 202e | 926e | 301e | nc   | 1576e | 1109e | 644e | 2403e |
| UCI Europe Tour                       | 1201e | 433e | 30e  |      |      |      |      | 1553e | 119e | 975e | 247e | nc   | 1110e | 786e  | nc   | nc    |
| UCI Asia Tour                         | nc    | nc   | nc   |      |      |      |      | 375e  | nc   | 438e |      |      |       |       |      |       |
|                                       |       |      |      |      |      |      |      |       |      |      |      |      |       |       |      |       |
| Légende : nc = non classéSource : UCI |       |      |      |      |      |      |      |       |      |      |      |      |       |       |      |       |

## Palmarès sur piste
- 2011
  -  Champion d'Allemagne de course aux points